# Nick Tandy
Nick Tandy, född den 5 november 1984 i Bedford i England, är en professionell brittisk racerförare och fabriksförare för Porsche i IMSA Weathertech Sportscar Championship.

## Racingkarriär
Tandy körde brittisk formelbilsracing i broderns stall Joe Tandy Racing, i formel Ford och formel 3. Efter broderns död har Tandy kört GT-racing och vann tyska Porsche Carrera Cup 2011.

### Le Mans
Tandy vann tillsammans med Earl Bamber och Nico Hülkenberg Le Mans 24-timmars 2015 i en Porsche 919 Hybrid.

### Nürburgring 24-timmars
Han vann Nürburgring 24-timmars 2018.

## Privatliv
Han är bror till stallägaren Joe Tandy.